# Битка за Суми
Битката за Суми започва на 24 февруари 2022 г., по време на руското нападение над Украйна през 2022 г. 
Руската армия превзема украинския град Суми, разположен близо до границата между Русия и Украйна, без първоначална съпротива. Въпреки това, украински войници и милиция започват да се сражават с руските сили в града.

## Битката
Руските танкове и части започват да се придвижват в Суми на 24 февруари 2022 г., а началото на боевете е в покрайнините в 03:00 часа сутринта. Боевете са в градски условия между украинските защитници и руските сили. В резултат на битката е опожарена църква в Суми. Боевете между двете сили продължават до около 22:30 часа. на 24 февруари близо до Сумския държавен университет, където е разположена украинската 27-а артилерийска бригада. В 01:39 ч. на 25 февруари е съобщено, че руските сили са се оттеглили от града.
На 26 февруари отново избухват боеве по улиците на Суми. Руските сили успяват да превземат половината от града; до края на деня обаче, украинските сили си връщат отново целия град. Твърди се, че украинските сили също са унищожили конвой от руски камиони с гориво. Кметът Александър Лисенко съобщава за три цивилни жертви на 26 февруари, включително един убит, когато руски превозни средства БМ-21 Град изстрелват ракети по Веретеновка, жилищен квартал в източната част на Суми.
Сутринта на 27 февруари колона от руски автомобили настъпва към Суми от изток. Стреляно е по цивилен автомобил, което води до цивилни жертви. Съобщава се, че руските сили са свършили провизиите и са започнали да плячкосват магазини.
На 28 февруари украинските сили заявяват, че украински безпилотен боен летателен апарат Байрактар TB2 е унищожил много руски превозни средства, включително 96 танка, 20 превозни средства БМ-21 Град и 8 петролоноса.
На 3 март Дмитро Живицки, губернаторът на Сумска област, заявява, че петима души са били ранени при обстрел на сгради на 27-а артилерийска бригада и военната катедра на Сумския държавен университет. Повече от 500 чуждестранни студенти са хванати в капан, след като пътищата и мостовете извън града са разрушени, а по улиците на Суми е съобщено за боеве.
Живицки заявява на 8 март, че 22 цивилни са били убити през нощта, поради руски въздушен удар в жилищен район. През деня започва евакуация на цивилни от града по споразумение за хуманитарен коридор, постигнато с Русия. По-късно Живицки твърди, че около 5000 души са били евакуирани през деня.
На 21 март въздушен удар засяга фабрика за торове в Суми, изтичайки амоняк и замърсявайки почвата наоколо. Русия отрича, че е отговорна и вместо това предполага, че инцидентът е операция под фалшив флаг от Украйна.
На 4 април 2022 г. губернатор Живицки обявява, че руските войски вече не контролират нито един град или село в Сумска област и са се оттеглили. Според Живицки, украинските войски са работили за изтласкването и на останалите части. На 8 април 2022 г. той заявява, че всички руски войски са напуснали Сумска област.